# Ernst Klimt
Pour les articles homonymes, voir Klimt (homonymie).
Ernst Klimt, né le 3 janvier 1864 à Vienne et mort dans la même ville le 9 décembre 1892, est un peintre d'histoire autrichien. Il est le frère cadet de Gustav Klimt.

## Œuvres

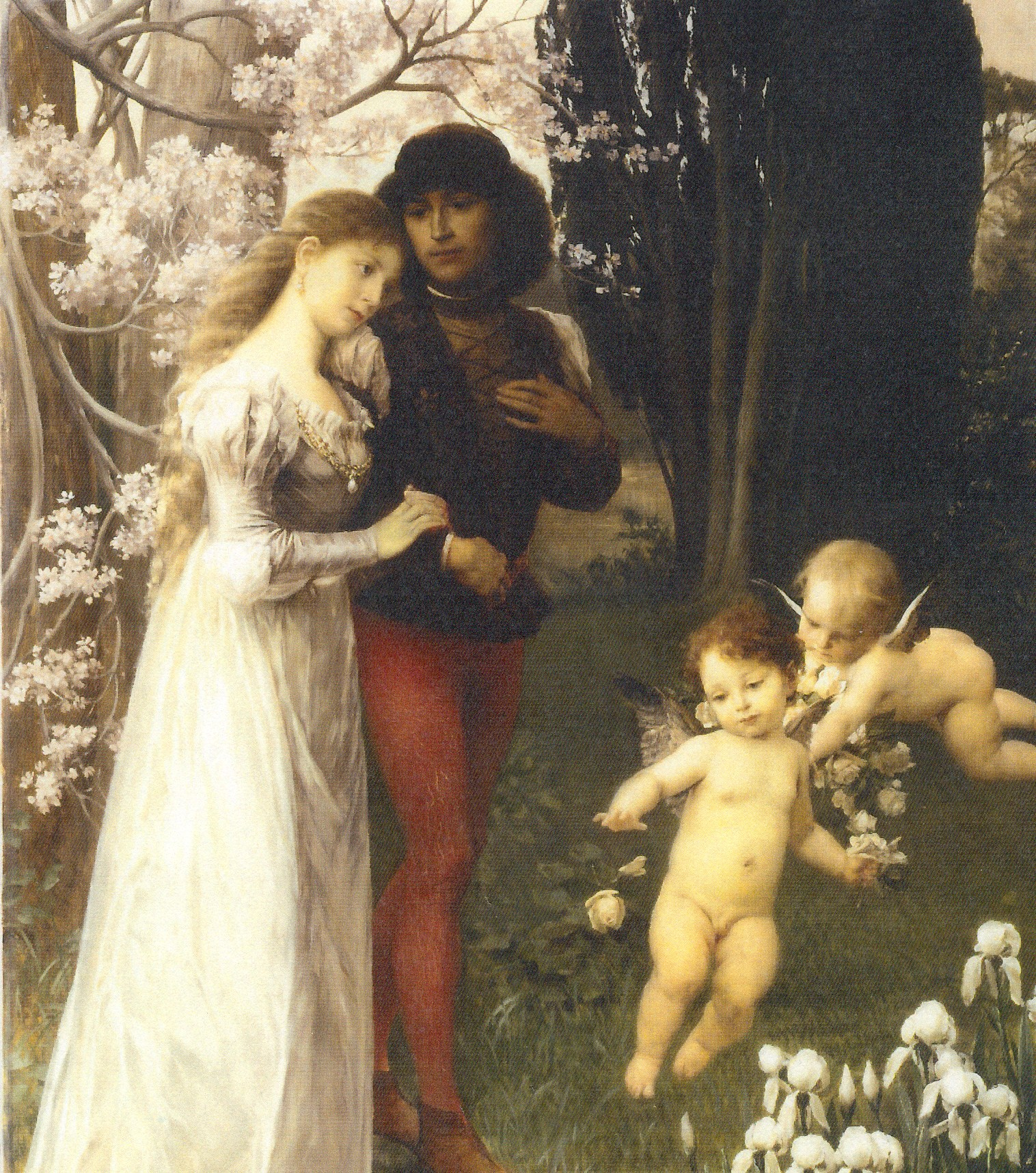
Vor der Hochzeit, Österreichische Galerie Belvedere

Ernst est élève de l'école des arts appliqués de Vienne et a pour condisciples Gustav Klimt et Franz Matsch. Tous les trois forment vers 1879 une communauté sous le nom de « Künstler-Compagnie ». Ils vivent ensemble et ont un atelier commun qui se situait dans le 6e arrondissement de Vienne, au 8 Sandwirtgasse. Tous trois exécutent de nombreuses fresques murales et des plafonds, entre autres pour des bâtiments viennois situés sur la Ringstrasse. Ils travaillent également sur des chantiers situés à Reichenberg, à Fiume et pour l'Achilleion de l'impératrice Élisabeth à Corfou.
En 1890, il épouse Helene Flöge, sœur d'Emilie Flöge, future compagne de Gustav. Ils ont une fille. Ernst Klimt meurt d'une péricardite le 9 décembre 1892, son frère prenant alors soin de la veuve et sa fille. 